# Waitākere Falls
Die Waitākere Falls sind ein Wasserfall im Lauf des Waitākere River auf der Nordinsel Neuseelands. Er liegt am Überlauf des Waitākere Reservoir, eines Stausees im Gebiet von Waitakere City in der Region Auckland. Seine Fallhöhe beträgt 95 Meter.
Vom Waitākere Reservoir Carpark am Scenic Drive durch die Waitākere Ranges führt ein Wanderweg in etwa einer halben Stunde in westlicher Richtung zur Staumauer und zum Abzweig auf einen weiteren Wanderweg zur Waitakere Tramline. Letzterer leitet in zusätzlichen 5 bis 15 Minuten zu Aussichtspunkten auf den Wasserfall.